# Kismoyoso
Kismoyoso is een bestuurslaag in het regentschap Boyolali van de provincie Midden-Java, Indonesië. Kismoyoso telt 8387 inwoners (volkstelling 2010).